# Butirato de amilo
El butirato de amilo es un compuesto químico orgánico que resulta ser un éster del ácido butírico y el pentanol. Se trata de un compuesto que posee aromas que recuerdan a la pera o albaricoque. Se suele emplear en algunas ocasiones como un aditivo del tabaco que se incluye en los cigarros. De la misma forma en la elaboración de algunos licores. 

## Obtención y preparación
El éster pentílico del ácido butírico se puede obtener mediante esterificación ácida del ácido butanoico y 1-pentanol. Esto se puede conseguir, por ejemplo, con cloruro de zinc como catalizador o en fase gaseosa sobre un tamiz molecular. También es posible la esterificación biotecnológica con una lipasa del páncreas de cerdos.